# Печорський вугільний басейн
Печорський вугільний басейн — розташований на півночі Росії.

## Характеристика
Печорський басейн, основні родовища якого знаходяться за Полярним колом, розташований на значній відстані від районів споживання. Вугілля представлене марками від Д до К, причому останні (Ж і К) характеризуються малим вмістом сірки (0,5-1,8 %) і фосфору (0,004-0,02 %). Основні споживачі вугілля — промислові підприємства північних і північно-західних областей Росії, а також коксохімічна промисловість. У 80-і роки ХХ ст. коксівне вугілля басейну поставлялося і на коксохімзаводи України.
Площа 90 тис. км².
На початок XXI ст. загальні ресурси вугілля — 265 млрд т, у тому числі бурих — 50 млрд т, придатних для видобутку — 61 млрд т. 250 вугільних пластів потужністю 0.5…3.5. Вугілля в більшості випадків важкозбагачуване. Значні запаси вугілля придатного для коксування.

## Технологія розробки
Видобуток проводять шахти об'єднань «Воркутауголь» та «Інтауголь».
Видобуток близько 30 млн т.